# Garabet Ibrăileanu

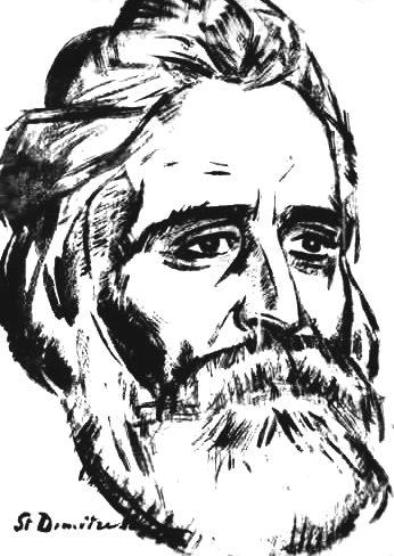
Garabet Ibrăileanu

Garabet Ibrăileanu né le 23 mai 1871 à Târgu Frumos et mort le 11 mars 1936 à Bucarest, est un critique littéraire et théoricien roumain, écrivain, traducteur, sociologue, professeur à l'université de Iași (1908-1934), et, de concert avec Paul Bujor et Constantin Stere, pendant de longues années, principal éditeur de Viața Românească, magazine littéraire entre 1906 et 1930. Il a publié plusieurs de ses œuvres sous le nom de plume Cezar Vraja.

## Biographie
Ibrăileanu est né dans une famille d'origine arménienne, à Târgu Frumos, comté de Iași. Au cours des années 1890, il a été attiré par le socialisme, et a commencé une collaboration avec la presse de gauche - dans des revues telles que Munca et Adevărul. Il a adopté le cadre des thèmes et des objectifs fixés par la défunte Junimea, de leur fusion avec les idées de marxiste penseur Constantin Dobrogeanu-Gherea, en une nouvelle forme de populisme roumain, ce qui en fait le principal attribut de la revue qu'il dirigeait. On se souvient de lui comme le premier mentor de diverses figures telles que Mihail Sadoveanu, Ion Agârbiceanu, Ionel Teodoreanu, Gala Galaction, Octavian Goga, Gheorghe Topîrceanu, et Tudor Arghezi.
Dans son premier essai (1908), Spiritul critic în cultura românească ("L'esprit critique dans la culture roumaine"), Ibrăileanu analysait les tendances de la littérature roumaine de 1840 à environ 1880, tentant d'établir quels ont été les caractéristiques des œuvres originales. C'est le premier projet de sa théorie de la sélection, par lequel il a déterminé la relation entre le contexte social et des artistes subjectivisme (l'utilisant pour expliquer pourquoi les artistes originaux ont été ignorés en faveur de conformistes de moindre talent). Sa thèse a trouvé sa première grande critique dans la figure moderniste Eugen Lovinescu.
Il a élargi l'idée dans des œuvres de critique littéraire qui sont encore influentes: en 1909 - Scriitori și curente ("Écrivains et tendances"); en 1912 - Opera literară a D-lui Vlahuță ("L'œuvre littéraire de M. Vlahuță"), une thèse de doctorat qui compte parmi les chapitres vedettes de Ibrăileanu, Literatura și societatea ("Littérature et société"); dans les années 1930 - Studii literare ("Études littéraires"), contenant ses autres grands écrits, Creație și Analize ("Création et Analysis" ). Il est également l'auteur d'un volume d'aphorismes (1930), et d'un roman - Adela (1933).
Ibrăileanu est mort à Bucarest. Alors que son admission à l'Académie roumaine lui a été refusée tout au long de sa vie, Garabet Ibrăileanu y fut reçu à titre posthume en 1948.